# Hollywood on Trial
Pour plus de détails, voir Fiche technique et Distribution.
Hollywood on Trial est un film américain réalisé par David Helpern, sorti en 1976.

## Synopsis
Durant la Peur rouge, des personnalité de Hollywood font l'objet d'enquêtes de la Commission des activités antiaméricaines de la Chambre des représentants.

## Fiche technique
- Titre : Hollywood on Trial
- Réalisation : David Helpern
- Scénario : Arnie Reisman
- Photographie : Barry Abrams
- Montage : Frank Galvin
- Production : James C. Gutman
- Société de production : Cinema Associates
- Pays de production :  États-Unis
- Genre : Documentaire
- Durée : 105 minutes
- Date de sortie : 
  - États-Unis : novembre 1976

## Distinctions
Le film a été nommé à l'Oscar du meilleur film documentaire.